# Aleksej Tihonov
Aleksej Tihonov (rus. Алексей Владимирович Тихонов; Lenjingrad, 1. novembar 1971) ruski je klizač u umetničkom klizanju, u konkurenciji sportskih parova.
Njegovi raniji partneri bili su Irina Saifutdinova i Jukiko Kavasaki (sa kojom se takmičio za Japan). Trenutno kliza sa Marijom Petrovom, sa kojom je osvojio Svetsku šampionsku titulu 2000. godine. Na zimskoj Olimpijadi 2002. osvojili su šesto mesto, a u Torinu na zimskim Olimpijskim igrama 2006. bili su peti.
Trenira ih Ljudmila Velikova. Koreografi su im Aleksandar Stiopin i Sergej Petukov.

## Spoljašnje veze
- Međunarodni klizački savez (biografija)
- Stranica obožavalaca Petrove i Tihonova